# Premierenbesetzungen der Wiener Staatsoper von 2014 bis 2020

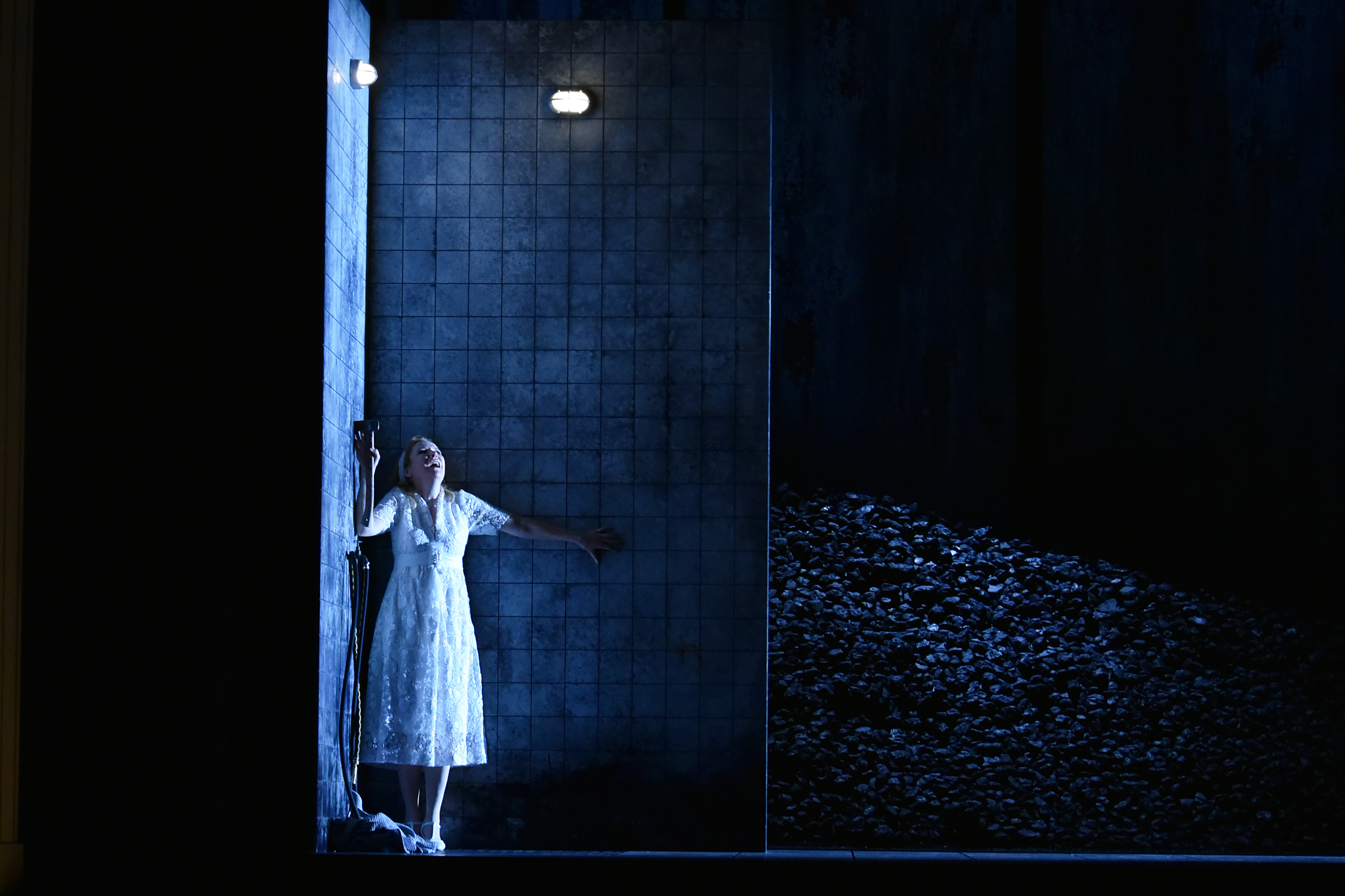
Elektra, Regie: Uwe Eric Laufenberg, 2015

Die Premierenbesetzungen der Wiener Staatsoper von 2014 bis 2020 listen alle Mitwirkenden der Opern-Neuinszenierungen an der Wiener Staatsoper auf, die während der Alleindirektion von Dominique Meyer stattgefunden haben bzw. offiziell angekündigt wurden.

## Hintergrund
Die Wiener Staatsoper wurde ab der Spielzeit 2010/11 gemeinsam von Meyer und GMD Franz Welser-Möst geleitet. Am 5. September 2014 erklärte GMD Welser-Möst aufgrund „künstlerischen Differenzen“ mit Meyer seinen sofortigen Rücktritt und sagte auch alle geplanten Dirigate an der Staatsoper ab. Die Spielzeit 2014/15 wurde noch gemeinsam von beiden Leitern geplant, jedoch leitet Meyer seit 6. September 2014 in alleiniger Verantwortung das größte österreichische Musiktheater.

## 2014–15
| Dirigent, Chorleiter                                                                          | Regie, Ausstattung, Licht | Sängerinnen | Sänger |
| --------------------------------------------------------------------------------------------- | --- | --- | --- |
| Idomeneo, 5. Oktober 2014                                                                     | | | |
| Christoph Eschenbach                                                                          | Kasper Holten Mia Stensgaard, Anja Vang Kragh Jesper Kongshaug Signe Fabricius Bewegungsregie Adrian Mourby Dramaturgie             | Margarita Gritskova Idamante Chen Reiss Ilia Maria Bengtsson Elettra Secil Ilker, Arina Holecek Zwei Kreterinnen | Michael Schade Idomeneo Pavel Kolgatin Arbace Carlos Osuna Oberpriester Sorin Coliban Stimme des Orakels Dritan Luca, Ion Tibrea Zwei Trojaner Oleg Zalytskiy, Konrad Huber Zwei Kreter |
| Chowanschtschina, 15. November 2014                                                           | | | |
| Semjon Bytschkow Thomas Lang                                                                  | Lev Dodin Alexander Borovskiy Damir Ismagilov Yuri Vasilkov Choreographie Iurii Khamutanskii Bewegungsregie Dina Dodina Dramaturgie | Elena Maximova Marfa Caroline Wenborne Emma Lydia Rathkolb Susanna | Ferruccio Furlanetto Ivan Chowanski Christopher Ventris Andrei Chowanski Herbert Lippert Golizyn Andrzej Dobber Schaklowity Ain Anger Dossifei Norbert Ernst Schreiber Marcus Pelz Warssonofiew Marian Talaba Kuska Wolfram Igor Derntl Streschnew Hans Peter Kammerer 1. Strelitze Il Hong 2. Strelitze Benedikt Kobel Vertrauter des Golizyn |
| Rigoletto, 20. Dezember 2014                                                                  | | | |
| Myung-Whun Chung Thomas Lang                                                                  | Pierre Audi Christof Hetzer Bernd Purkrabek Christian Herden Choreographie Bettina Auer Dramaturgie                                 | Erin Morley Gilda Elena Maximova Maddalena Lydia Rathkolb Contessa di Ceprano Donna Ellen Giovanna Hila Fahima Page | Piotr Beczała Herzog von Mantua Simon Keenlyside/Paolo Rúmetz Rigoletto Ryan Speedo Green Sparafucile Sorin Coliban Conte di Monterone Marcus Pelz Conte di Ceprano Mihail Dogotari Marullo James Kryshak Borsa |
| Elektra, 29. März 2015, Premiere                                                              | | | |
| Mikko Franck                                                                                  | Uwe Eric Laufenberg Rolf Glittenberg, Marianne Glittenberg Andreas Grüter                                                           | Anna Larsson Klytämnestra Nina Stemme Elektra Ricarda Merbeth Chrysothemis Simina Ivan Vertraute Aura Twarowska Schleppträgerin Donna Ellen Aufseherin Monika Bohinec 1. Magd Ilseyar Khayrullova 2. Magd Ulrike Helzel 3. Magd Caroline Wenborne 4. Magd Ildikó Raimondi 5. Magd Younghee Ko 1. Dienerin Secil Ilker 2. Dienerin Kaya Maria Last 3. Dienerin Jozefina Monarcha 4. Dienerin Karen Schubert 5. Dienerin Zsuzsanna Szabó 6. Dienerin | Falk Struckmann Orest Norbert Ernst Aegisth Wolfgang Bankl Pfleger des Orest Thomas Ebenstein Junger Diener Marcus Pelz Alter Diener |
| Don Pasquale, 26. April 2015                                                                  | | | |
| Jesús López Cobos                                                                             | Irina Brook Noëlle Ginefri-Corbel, Sylvie Martin-Hyszka Arnaud Jung Martin Buczko Choreographie                                     | Valentina Naforniță Norina | Michele Pertusi Don Pasquale Juan Diego Flórez Ernesto Alessio Arduini Dr. Malatesta Wolfram Igor Derntl Notar |
| The Tempest, Text von Meredith Oakes (nach Shakespeare), Musik von Thomas Adès, 14. Juni 2015 | | | |
| Thomas Adès Thomas Lang                                                                       | Robert Lepage Jasmine Catudal, Kym Barrett Michel Beaulieu David Leclerc Videodesign Crystal Pite Choreographie                     | Audrey Luna Ariel Stephanie Houtzeel Miranda | Adrian Eröd Prospero Thomas Ebenstein Caliban David Daniels Trinculo Pavel Kolgatin Ferdinand Herbert Lippert King of Naples Jason Bridges Antonio Dan Paul Dumitrescu Stefano David Pershall Sebastian Sorin Coliban Gonzalo |

## 2015–16
| Dirigent, Chorleiter                                                  | Regie, Ausstattung, Licht                                                                     | Sängerinnen | Sänger |
| --------------------------------------------------------------------- | --------------------------------------------------------------------------------------------- | --- | --- |
| Macbeth, 4. Oktober 2015                                              |                                                                                               | | |
| Alain Altinoglu                                                       | Christian Räth Gary McCann Mark McCullough Finn Ross Videodesign                              | Tatiana Serjan Lady Macbeth | Ludovic Tézier Macbeth Ferruccio Furlanetto Banquo Jorge de León Macduff |
| Hänsel und Gretel, 19. November 2015                                  |                                                                                               | | |
| Christian Thielemann                                                  | Adrian Noble Anthony Ward Jean Kalman Denni Sayers Choreographie Andrzej Goulding Videodesign | Janina Baechle Gertrud Daniela Sindram Hänsel Ileana Tonca Gretel Michaela Schuster Die Knusperhexe Annika Gerhards Sandmännchen/Taumännchen | Clemens Unterreiner Peter |
| Věc Makropulos, 13. Dezember 2015                                     |                                                                                               | | |
| Jakub Hrůša                                                           | Peter Stein Ferdinand Wögerbauer, Annamaria Heinreich Joachim Barth Cecile Kretschmar Maske   | Laura Aikin Emilia Marty Margarita Gritskova Krista Aura Twarowska Aufräumerin Ilseyar Khayrullova Kammermädchen                             | Rainer Trost Albert Gregor Markus Marquardt Jaroslav Prus Carlos Osuna Janek Prus Wolfgang Bankl Dr. Kolenaty Heinz Zednik Hauk-Sendorf Thomas Ebenstein Vítek Marcus Pelz Maschinist                                                      |
| Tri Sestri nach Anton Tschechow, Musik von Péter Eötvös, 6. März 2016 |                                                                                               | | |
| Péter Eötvös Jonathan Stockhammer Dirigent (Bühnenmusik)              | Yuval Sharon Esther Bialas Jason H. Thompson Licht und Video                                  | Aida Garifullina Irina Margarita Gritskova Mascha Ilseyar Khayrullova Olga                                                                   | Boaz Daniel Tusenbach Eric Jurenas Natascha Clemens Unterreiner Verschinin Gabriel Bermúdez Andrei Dan Paul Dumitrescu Kulygin Benedikt Kobel Doktor Viktor Shevchenko Soljony Marcus Pelz Anfissa Jason Bridges Rodé Jinxu Xiahou Fedotik |
| Turandot, 28. April 2016                                              |                                                                                               | | |
| Gustavo Dudamel                                                       | Marco Arturo Marelli Regie, Bühne, Licht Dagmar Niefind Kostüme                               | Lise Lindstrom Turandot Anita Hartig Liù | Yusif Eyvazov Kalaf Heinz Zednik Altoum Dan Paul Dumitrescu Timur Paolo Rúmetz Mandarin Gabriel Bermúdez Ping Carlos Osuna Pang Norbert Ernst Pong                                                                                         |

## 2016–17
| Dirigent, Chorleiter | Regie, Ausstattung, Licht                                                                           | Sängerinnen | Sänger |
| --- | --------------------------------------------------------------------------------------------------- | --- | --- |
| Armide von Christoph Willibald Gluck, 16. Oktober 2016                                                                                                 | | | |
| Les Musiciens du Louvre Gustav Mahler Chor Marc Minkowski                                                                                              | Ivan Alexandre Pierre-André Weitz Bertrand Killy Jean Renshaw Choreographie                         | Gaëlle Arquez Armide Olga Bezsmertna Phénice Hila Fahima Sidonie Stephanie Houtzeel Hass | Paolo Rúmetz Hidraot Stanislas de Barbeyrac Renaud Gabriel Bermúdez Ubalde Bror Magnus Tødenes Dänischer Ritter \| Artémidore Mihail Dogotari Aronte                                                                       |
| Falstaff von William Shakespeare und Giuseppe Verdi, 4. Dezember 2016                                                                                  | | | |
| Zubin Mehta | David McVicar Charles Edwards, Gabrielle Dalton Paul Keogan Leah Hausman Bewegungsregie             | Carmen Giannattasio Mrs. Alice Ford Hila Fahima Nannetta Marie-Nicole Lemieux Mrs. Quickly Lilly Jørstad Mrs. Meg Page                                                                                       | Ambrogio Maestri Sir John Falstaff Ludovic Tézier Ford Paolo Fanale Fenton Thomas Ebenstein Dr. Cajus Herwig Pecoraro Bardolfo Riccardo Fassi Pistola                                                                      |
| Il trovatore von Antonio García Gutiérrez und Giuseppe Verdi, Libretto von Salvadore Cammarano, vollendet von Leone Emmanuele Bardare, 5. Februar 2017 | | | |
| Marco Armiliato Thomas Lang | Daniele Abbado Graziano Gregori, Carla Teti Alessandro Carletti                                     | Anna Netrebko Leonora Luciana D'Intino Azucena Simina Ivan Inès | Ludovic Tézier Graf von Luna Roberto Alagna Manrico, ein Troubadour Jongmin Park Ferrando Jinxu Xiahou Ruiz Ion Tibrea Un vecchio zingaro Wolfram Igor Derntl Un messo                                                     |
| Parsifal von Richard Wagner, 30. März 2017 | | | |
| Semyon Bychkov Martin Schebesta | Alvis Hermanis Regie und Bühne Kristine Jurjane Kostüme Gleb Filshtinsky Ineta Sipunova Videodesign | Nina Stemme Kundry Ulrike Helzel, Zoryana Kushpler Knappen Olga Bezsmertna, Hila Fahima, Ilseyar Khayrullova, Margaret Plummer, Ileana Tonca, Caroline Wenborne Blumenmädchen Monika Bohinec Stimme von oben | Gerald Finley Amfortas Jongmin Park Titurel René Pape Gurnemanz Christopher Ventris Parsifal Jochen Schmeckenbecher Klingsor Thomas Ebenstein, Bror Magnus Tødenes Knappen Benedikt Kobel, Clemens Unterreiner Gralsritter |
| Pelléas et Mélisande von Maurice Maeterlinck und Claude Debussy, 18. Juni 2017                                                                         | | | |
| Alain Altinoglu Martin Schebesta | Marco Arturo Marelli Regie, Bühne, Licht Dagmar Niefind Kostüme                                     | Bernarda Fink Geneviève Olga Bezsmertna Mélisande Maria Nazarova Yniold | Franz-Josef Selig Arkel Adrian Eröd Pelléas Simon Keenlyside Golaud Marcus Pelz Ein Arzt Andreas Bettinger Vater von Pelléas                                                                                               |

## 2017–18
| Dirigent, Chorleiter                                                                                                   | Regie, Ausstattung, Licht | Sängerinnen | Sänger |
| --- | --- | --- | --- |
| Der Spieler von Sergei Prokofjew nach dem gleichnamigen Roman von Dostojewski, 4. Oktober 2017                         | | | |
| Simone Young | Karoline Gruber Roy Spahn, Mechthild Seipel Ulrich Schneider Stella Zannou Choreographie Alexander Meier-Dörzenbach Dramaturgie | Elena Guseva Polina Linda Watson Babulenka Elena Maximova Blanche Regine Hangler bunte Dame Ileana Tonca blasse Dame Alexandra Yangel Dame comme ci comme ça Sabine Kogler verehrungswürdige Dame Viktoria Schwindsackl verdächtige Alte | Dmitry Ulyanov General a. D. Misha Didyk Alexej Thomas Ebenstein Marquis Morten Frank Larsen Mr. Astley Pavel Kolgatin Fürst Nilsky Marcus Pelz Baron Wurmerhelm/alter Spieler Clemens Unterreiner Potapitsch Alexandru Moisiuc Casino-Direktor Vladimir Potansky erster Croupier Raoni Hübner de Barros zweiter Croupier Slavis Besedin dicker Engländer Christian Pursell großer Engländer Leonardo Navarro hitziger Spieler Santiago Sánchez krankhafter Spieler Wolfram Igor Derntl buckliger Spieler Manuel Walser erfolgloser Spieler Franz Gruber, Konrad Müller, Martin Müller, Alejandro Pizarro-Enriquez, Dominik Rieger, Wataru Sano Spieler |
| Lulu von Frank Wedekind und Alban Berg, komplettiert von Friedrich Cerha, 3. Dezember 2017                             | | | |
| Ingo Metzmacher | Willy Decker Ruth Orthmann Szenische Einstudierung Wolfgang Gussmann Ausstattung Susana Mendoza Kostümmitarbeit                 | Agneta Eichenholz Lulu Angela Denoke Gräfin Geschwitz Donna Ellen Theatergarderobiere \| Mutter Ilseyar Khayrullova Gymnasiast \| Groom Maria Nazarova Fünfzehnjährige Bongiwe Nakani Kunstgewerblerin                                   | Bo Skovhus Dr. Schön/Jack the Ripper Herbert Lippert Alwa, sein Sohn Franz Grundheber Schigolch, ein Greis Konrad Huber Medizinalrat \| Polizeikommissär Jörg Schneider Maler \| Neger Wolfgang Bankl Tierbändiger \| Athlet Carlos Osuna Prinz \| Kammerdiener \| Marquis Alexandru Moisiuc Theaterdirektor \| Bankier Manuel Walser Journalist Ayk Martirossian Diener |
| Ariodante von Georg Friedrich Händel nach dem Orlando furioso des Ariost, Libretto von Antonio Salvi, 24. Februar 2018 | | | |
| William Christie Les Arts Florissants Gustav Mahler-Chor Thomas Lang Chorleitung                                       | David McVicar Vicki Mortimer Paule Constable Colm Seery Choreographie                                                           | Sarah Connolly Ariodante Chen Reiss Ginevra Hila Fahima Dalinda | Christophe Dumaux Polinesso Rainer Trost Lurcanio Wilhelm Schwinghammer Il Re di Scozia Benedikt Kobel Odoardo |
| Dantons Tod von Georg Büchner und Gottfried von Einem, Libretto von Boris Blacher und dem Komponisten, 24. März 2018   | | | |
| Susanna Mälkki Martin Schebesta Chorleitung                                                                            | Josef Ernst Köpplinger Rainer Sinell, Alfred Mayerhofer Ricarda Regina Ludigkeit Choreographie                                  | Olga Bezsmertna Lucile Alexandra Yangel Julie Ildikó Raimondi Eine Dame Lydia Rathkolb Ein Weib | Wolfgang Koch George Danton Herbert Lippert Camille Desmoulins Jörg Schneider Hérault de Séchelles Thomas Ebenstein Robespierre Ayk Martirossian Saint Just Clemens Unterreiner Hermann Wolfgang Bankl Simon Wolfram Igor Derntl Ein junger Mensch \| Erster Henker Marcus Pelz Zweiter Henker |
| Samson et Dalila von Camille Saint-Saëns nach dem Buch der Richter, Libretto von Ferdinand Lemaire, 12. Mai 2018       | | | |
| Marco Armiliato | Alexandra Liedtke Raimund Orfeo Voigt, Su Bühler Lukas Gaudernak Choreographie                                                  | Elīna Garanča Dalila | Roberto Alagna Samson Carlos Álvarez Oberpriester des Dagon Sorin Coliban Abimélech |
| Der Freischütz von Johann Friedrich Kind und Carl Maria von Weber, 11. Juni 2018                                       | | | |
| Tomáš Netopil Thomas Lang Chorleitung                                                                                  | Christian Räth Gary McCann Mark McCullough Nina Dunn Video Vesna Orlic Choreographie                                            | Camilla Nylund Agathe Daniela Fally Ännchen Anna Lach, Daliborka Miteva, Viktoria Schwindsackl, Younghee Ko Brautjungfer | Adrian Eröd Ottokar Clemens Unterreiner Cuno Alan Held Caspar Andreas Schager Max Albert Dohmen Ein Eremit Gabriel Bermúdez Kilian Hans Peter Kammerer Samiel |

## 2018–19
| Dirigent, Chorleiter | Regie, Ausstattung, Licht                                                                       | Sängerinnen | Sänger |
| --- | ----------------------------------------------------------------------------------------------- | --- | --- |
| Les Troyens, Poëme Lyrique von Hector Berlioz (Libretto und Musik) nach Vergils Aeneis sowie einer Szene aus dem Kaufmann von Venedig, 14. Oktober 2018           |                                                                                                 | | |
| Alain Altinoglu Thomas Lang Chorleitung | David McVicar Es Devlin, Moritz Junge Wolfgang Goebbel, Pia Virolainen Lynne Page Choreographie | Monika Bohinec Cassandre Dominika Kovacs-Galavics Andromaque Tâmara Dornelas Polyxene Rachel Frenkel Ascagne Joyce DiDonato Didon Szilvia Vörös Anna Donna Ellen Hécube | Adam Plachetka Chorèbe Laurids Seidel Astyanax Brandon Jovanovich Enée Wolfram Igor Derntl Hélénus Alexandru Moisiuc Priam Peter Kellner Panthée Anthony Schneider Schatten des Hector Paolo Fanale Iopas Jongmin Park Narbal Igor Onishchenko Mercure Benjamin Bruns Hylas Orhan Yildiz Griechischer Heerführer Marcus Pelz 1. trojanischer Soldat Ferdinand Pfeiffer 2. trojanischer Soldat Igor Onishchenko Soldat |
| Lucia di Lammermoor, Poëme Lyrique von Gaetano Donizetti (Libretto und Musik) nach Vergils Aeneis sowie einer Szene aus dem Kaufmann von Venedig, 9. Februar 2019 |                                                                                                 | | |
| Evelino Pidò Martin Schebesta Chorleitung | Laurent Pelly Chantal Thomas, Laurent Pelly Duane Schuler                                       | Olga Peretyatko Lucia di Lammermoor Virginie Verrez Alisa | George Petean Enrico Juan Diego Flórez Edgardo Lukhanyo Moyake Arturo Jongmin Park Raimondo Leonardo Navarro Normanno |

## 2019–20
- Persinette von Albin Fries, Matthias von Stegmann

| Dirigent, Chorleiter                                                                                       | Regie, Ausstattung, Licht | Sängerinnen | Sänger |
| --- | --- | --- | --- |
| A Midsummer Night’s Dream von William Shakespeare und Benjamin Britten, 2. Oktober 2019                    | | | |
| Simone Young Johannes Mertl Kinderchorleitung                                                              | Irina Brook Noelle Ginefri-Corbel, Magali Castellan Jean Kalman Licht Martin Buczko, Théo Touvet Choreographie Yvonne Gebauer Dramaturgie       | Erin Morley Titania Szilvia Vörös Hippolyta Rachel Frenkel Hermia Valentina Nafornița Helena | Lawrence Zazzo Oberon Théo Touvet Puck Peter Kellner Theseus Josh Lovell Lysander Rafael Fingerlos Demetrius Peter Rose Bottom Wolfgang Bankl Quince Benjamin Hulett Flute Thomas Ebenstein Snout William Thomas Snug Clemens Unterreiner Starveling Emil Lang Cobweb Nicolas Rudner Peaseblossom Michail Savenkov Mustardseed Fabio Ringer Moth                                                                                          |
| Orlando von Olga Neuwirth nach dem gleichnamigen Roman von Virginia Woolf, 8. Dezember 2019 (Uraufführung) | | | |
| Matthias Pintscher Thomas Lang, Stefano Ragusini, Svetlomir Zlatkov Chöre                                  | Polly Graham Roy Spahn, Comme des Garçons Julien d'Ys, Stephen Jones Haare, Masken Will Duke Video Ulrich Schneider Licht Helga Utz Dramaturgie | Kate Lindsey Orlando Anna Clementi Narrator Constance Hauman Queen\| Purity \| Friend of Orlando's Child Margaret Plummer Modesty Agneta Eichenholz Sasha \| Chastity Justin Vivian Bond Orlando's Child Katie La Folle Orlando's Girlfriend \| Leadsängerin Ewelina Jurga Leadsängerin Selina Ströbele, Antoanetta Kostadinova Two Actress Katharina Billerhart Fiancée | Eric Jurenas Guardian Angel Leigh Melrose Shelmerdine \| Greene Marcus Pelz Dryden Carlos Osuna Addison Wolfgang Bankl Duke Christian Miedl Pope Emil Lang Putto Wolfram Igor Derntl Doctor 1 Hans Peter Kammerer Doctor 2 Ayk Martirossian Doctor 3 Andreas Patton Tutor Felix Erdmann Russian Sailor Michael Stark Boat's Captain Tvrtko Štajcer Children's Father Massimo Rizzo Officiant Florian Glatt Servant Robert Angst Cameraman |
| Fidelio (Urfassung), 1. Februar 2020 (Erstaufführung an der Wiener Staatsoper)                             | | | |
| Tomáš Netopil Thomas Lang Chorleitung                                                                      | Amélie Niermeyer Alexander Müller-Elmau, Annelies Vanlaere Gerrit Jurda Licht Thomas Wilhelm Choreographie Yvonne Gebauer Dramaturgie           | Jennifer Davis Leonore Katrin Röver Leonore – die Schauspielerin Chen Reiss Marzelline | Benjamin Bruns Florestan Falk Struckmann Rocco Thomas Johannes Mayer Pizarro Samuel Hasselhorn Don Fernando Jörg Schneider Jaquino Oleg Zalytskiy 1. Gefangener Panajotis Pratsos 2. Gefangener |

Aufgrund der COVID-19-Pandemie mussten die letzten beiden Premieren der Direktion Meyer ersatzlos gestrichen werden: Mozarts Così fan tutte, inszeniert von Chiara Muti, dirigiert von ihrem Vater Riccardo Muti (geplant für 22. Mai 2020) und Verdis Un ballo in maschera, inszeniert von Josef Ernst Köpplinger und musikalisch geleitet von Michele Mariotti (geplant für 15. Juni 2020). Meyers Nachfolger, Bogdan Roščić, kündigte im Juni 2021 einen Da-Ponte-Zyklus, inszeniert von Barrie Kosky, an. Somit wird auch Così fan tutte nach längerer Absenz wieder auf die Bühne der Wiener Staatsoper zurückkehren, dirigiert vom neuen Musikdirektor Philippe Jordan.

## Sprache, Untertitel
Die Aufführungen der Wiener Staatsoper werden immer in der Originalsprache gesungen. An jedem Sitz- und Stehplatz können während der Vorstellung Untertitel in bis zu acht Sprachen mitgelesen werden – Deutsch, Englisch, Italienisch, Französisch, Russisch, Spanisch, Japanisch und Chinesisch.